# Чемпионат мира по полумарафону 2003
Чемпионат мира по полумарафону 2003 года прошёл 4 октября в Виламуре (Португалия). Дистанция полумарафона проходила по улицам города. Всего было проведено 2 забега. Старт мужскому забегу был дан в 10:00 утра по местному времени, а женскому в 11:30. Определялись чемпионы в личном первенстве и в командном. Командный результат — складываются три лучших результата от страны и по сумме наименьшего времени определяются чемпионы. В соревнованиях приняли участие 171 легкоатлет из 49 стран мира.

## Результаты

### Мужчины
| Первенство | Золото                                                       | Серебро                                                   | Бронза                                                          |
| Личное     | Мартин Лель 1:00.49                                          | Фабиано Нааси 1:00.52                                     | Мартин Сулле 1:00.56                                            |
| Командное  | Танзания · Фабиано Нааси · Мартин Сулле · Джон Юда · 3:03.01 | Кения · Мартин Лель · Джон Корир · Юсуф Сонгока · 3:03.09 | Эфиопия · Тесфайе Тола · Дередже Адере · Месфин Хайлу · 3:07.34 |

### Женщины
| Первенство | Золото                                                                 | Серебро                                                             | Бронза                                                                 |
| Личное     | Пола Рэдклифф 1:07.35                                                  | Берхан Адере 1:09.02                                                | Бенита Джонсон 1:09.26                                                 |
| Командное  | Россия · Лидия Григорьева · Алла Жиляева · Людмила Бикташева · 3:30.16 | Япония · Микиэ Таканака · Такако Которида · Риса Хагивара · 3:34.23 | Румыния · Константина Томеску · Люмината Талпос · Нута Олару · 3:35.07 |